# Basket-Hall Krasnodar
Basket-Hall Krasnodar is een overdekte sportarena die is gevestigd in Krasnodar, Rusland. De arena wordt voornamelijk gebruikt voor het houden van basketbalwedstrijden.
De grote centrale hal, genaamd Basket-Hall 1, heeft een capaciteit van 7.500 zitplaatsen voor basketbal. De kleine zaal, genaamd Basket-Hall 2, die hoofdzakelijk wordt gebruikt voor de training, heeft een capaciteit van 500. De grote centrale hal heeft ook een amfitheatersectie.

## Geschiedenis
De bouw van de arena werd voltooid op 14 augustus 2011. De arena wordt gebruikt als thuisarena van basketbalclub PBK Lokomotiv-Koeban Krasnodar in de VTB United League en de EuroLeague Men. Het hoogste aantal toeschouwers bij een basketbalwedstrijd was op 13 februari 2014 in de EuroLeague Men. Lokomotiv-Koeban Krasnodar speelde tegen Real Madrid uit Spanje voor 7.470 toeschouwers. De arena werd in 2017 gerenoveerd.